# Град Отчаяние
Град Отчаяние е книга на Стивън Кинг, написана през 1996 година.
Действието се развива в Desperation – пустинен град, чието име неслучайно е преведено като Отчаяние. Романът се развива успоредно с „Отмъстителите“, но също го представя като през тъмно огледало. След взривяването на мина близо до града, е излязъл зъл дух, превръщащ хората в чудовища.

## Филмът
По романа е написан сценарий за филм от самия Кинг. Филмът излиза през 2006 година.

## Външни препртаки
- „Град Отчаяние“ в  Internet Movie Database
- Blurbs относно книгата.